# 拗九粥

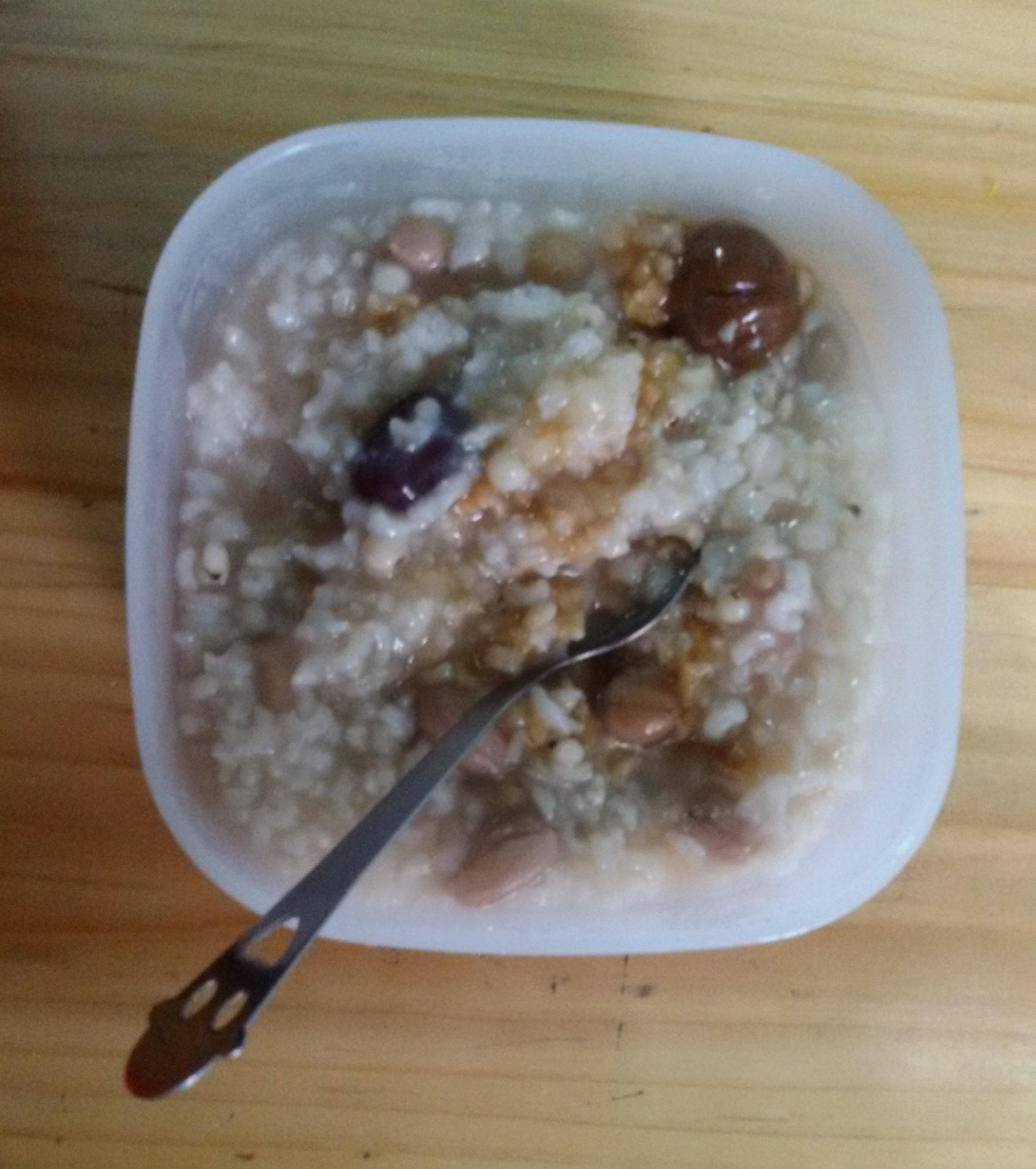
拗九粥

拗九粥（平話字：Â-gāu-cé̤ṳk）是流行於福州十邑、三明尤溪、寧德霞浦等地之重要節日、閩都文化圈傳統節日拗九節之應節食品，是一種由糯米、紅糖、花生、紅棗、桂圓、荸薺、紅豆、核桃仁、芝麻等物製成的粥。
拗九粥源於佛教故事「目連救母」中的典故，福州人傳說，釋迦佛弟子目連羅漢，事母至孝，每每用神通到地府，給已故的母親送飯，飯菜豐盛無比，但卻會被鬼卒搶來喫掉，母親望洋興嘆，卻無冥福可消受。目連就用五穀雜糧，細細烹煮這道看起來黑黑的，實際卻是很可口的拗九粥，鬼卒以其色黑而不敢食，目連母親才終於享用了這一道美食。